# Malmlången
Malmlången är en sjö i Hällefors kommun, Karlskoga kommun och Nora kommun i Värmland och ingår i Göta älvs huvudavrinningsområde. Sjön är 28 meter djup, har en yta på 6,7 kvadratkilometer och befinner sig 147,1 meter över havet. Sjön avvattnas av vattendraget Gullspångsälven (Liälven). Vid provfiske har bland annat abborre, gers, gädda och lake fångats i sjön.
Sjön utgör i hela sin sträckning, från kraftstationen Kröket i norr till Kortfors i söder, gräns mellan Västmanland och Värmland. Malmlången utgör en del av Svartälvens flöde. Under en längre tid kallades sjön Karlsdalssjön (efter Karlsdal) på allmänna kartor men bytte 1976 tillbaka till det gamla namnet Malmlången.
Sjön användes förr i tiden för malmtransporter mellan gruvorna i Viker och masugnarna vid Karlsdals bruk. Från Vikers gruvor forslades malmen på hästforor till Spjutvik vid sjöns östra strand.

## Delavrinningsområde
Malmlången ingår i delavrinningsområde (659488-143646) som SMHI kallar för Utloppet av Malmlången. Medelhöjden är 194 meter över havet och ytan är 64,87 kvadratkilometer. Räknas de 162 avrinningsområdena uppströms in blir den ackumulerade arean 2 263,18 kvadratkilometer. Gullspångsälven (Liälven) som avvattnar avrinningsområdet har biflödesordning 2, vilket innebär att vattnet flödar genom totalt 2 vattendrag innan det når havet efter 302 kilometer. Avrinningsområdet består mestadels av skog (79 procent). Avrinningsområdet har 7,9 kvadratkilometer vattenytor vilket ger det en sjöprocent på 12,2 procent.

## Fisk
Vid provfiske har följande fisk fångats i sjön:
- Abborre
- Gärs
- Gädda
- Lake
- Löja
- Mört
- Nors
- Siklöja